# بودو زيمارمان
بودو زيمارمان (بالألمانية: Bodo Zimmermann)‏ هو ناشر وعسكري ألماني، ولد في 26 نوفمبر 1886 في متز في فرنسا، وتوفي في 16 أبريل 1963 في بون في ألمانيا.